# Zbrojovka Brno

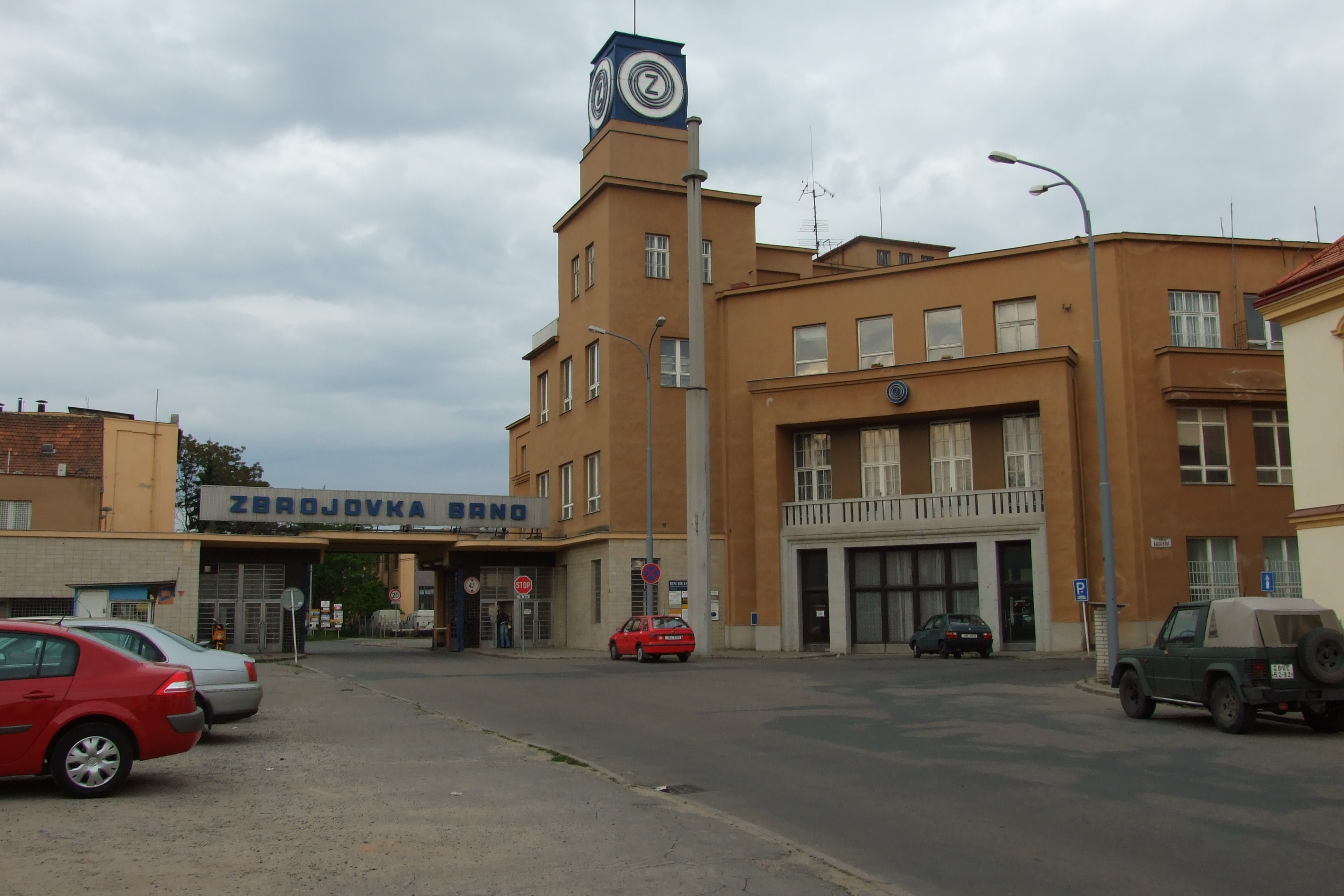
Eingangsbereich zum alten Areal von Zbrojovka Brno

Die Zbrojovka Brno (deutsch: Waffenwerke Brünn), die 1918 als Československá státní zbrojovka (Tschechoslowakische staatliche Waffenfabrik) gegründet wurde, gehörte zu den bedeutendsten Konzernen der Rüstungs- und Maschinenbauindustrie in der Tschechoslowakei und war bei einigen Produkten führend in der Welt. Ihre Produkte, zu denen außer Waffen (Gewehre, Maschinengewehre, Pistolen) auch Automobile, Traktoren, Werkzeugmaschinen, Motoren und andere gehörten, wurden meist unter dem Markenkürzel Z beziehungsweise ZB hergestellt.
Die 1918 gegründete und zuletzt unter dem Namen Zbrojovka Brno tätige traditionsreiche Firma wurde 2006 nach einem Konkurs abgewickelt; das 2004 entstandene Unternehmen Brno Rifles, das sich Lizenzen und Markenrechte besorgte und 2010 in Zbrojovka Brno umbenannt wurde, produziert als Tochtergesellschaft der Česká zbrojovka (Uherský Brod) (ČZUB) mit dem 2010 erstandenen Namen bis heute.

## Firmengeschichte

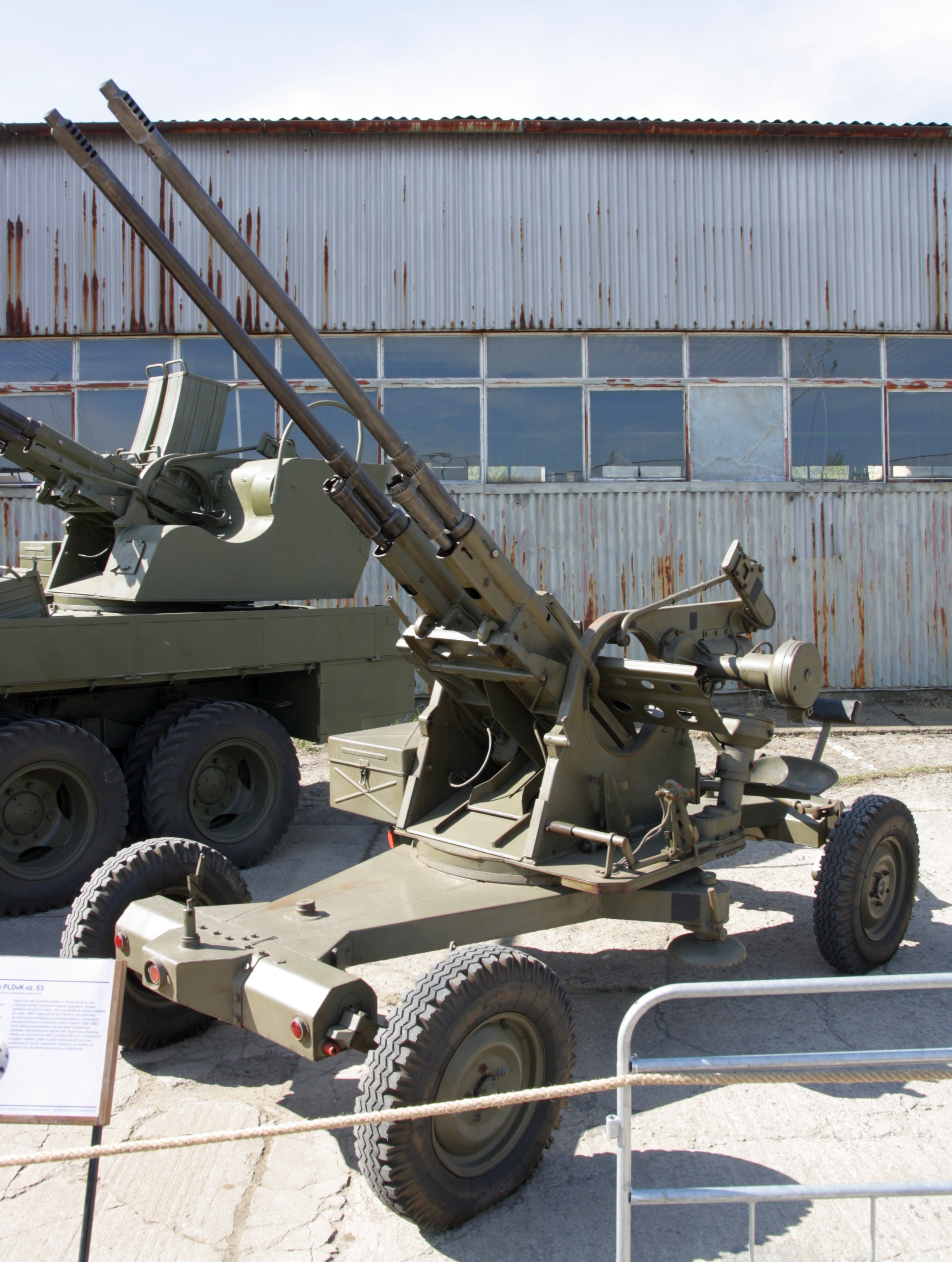
Flugabwehrkanone PLDvK vz. 53/59 auf Lafette

In Brünn befanden sich bis zum Ende des Ersten Weltkriegs die österreichisch-ungarischen Artilleriewerkstätten, die K. u. k. Waffenhauptfabrik – Filiale in Brünn (1916–1918), eine Filiale des Wiener Arsenals, die für die k.u.k. Armee Waffen herstellte.
Nach der Gründung der Tschechoslowakei wurden das Areal und die Werkstätten im November 1918 durch den Brünner Nationalausschuss übernommen und trugen verschiedene Namen, wie Státní zbrojovka a strojírna v Brně bzw. Československá zbrojovka a strojírna v Brně (Staatliche bzw. Tschechoslowakische Waffen- und Maschinenbaufabrik in Brünn). Es wurden vor allem verschiedene Maschinenteile repariert. Am 20. Januar 1919 wurde das Werk zur Československá státní zbrojovka (Tschechoslowakische staatliche Waffenfabrik) umbenannt. Ab 1923 hieß das Unternehmen Československé závody na výrobu zbraní (Tschechoslowakische Fabrik für die Herstellung von Waffen). 1924 kam es zu einer rückwirkenden Umbenennung auf Československá zbrojovka Brno, die Firma wurde zugleich zur Aktiengesellschaft. Nach der Besetzung der Tschechoslowakei wurde das politisch unerwünschte Attribut „tschechoslowakisch“ aus dem Namen gestrichen und es entstand die Zbrojovka Brno, die den Hermann-Göring-Werken unter dem deutschen Namen Waffenwerke Brünn angegliedert wurde. Am 27. Oktober 1945 wurde die Fabrik verstaatlicht und hieß weiterhin tschechisch Zbrojovka Brno. In der Zeit 1954 bis 1968 trug das Unternehmen den Namen Závody Jana Švermy Brno (Jan-Šverma-Werke Brünn), danach kam es zu einer Rückumbenennung in Zbrojovka Brno. Nach 1989 hat die Firma wieder die Rechtsform einer Aktiengesellschaft angenommen.
Bereits in den 1960er-Jahren nahm die kommunistische Regierung Umschichtungen und Ausgliederungen der Produktion vor (insbesondere in den 1980er Jahren zugunsten der Firma Česká zbrojovka in Uherský Brod, auch ČZUB, welche die Produkte jedoch weiterhin unter dem ursprünglichen Markenzeichen ZB vermarktete); auch infolgedessen geriet das Unternehmen unter den neuen marktwirtschaftlichen Bedingungen in den 1990er-Jahren zunehmend in Schwierigkeiten. Dem versuchte man entgegenzutreten, indem 1999/2000 ein Umbau des Unternehmens durchgeführt wurde, der darin bestand, dass eine Holding mit vier durch Produktionsausgliederung entstandene Tochterfirmen errichtet wurde:
- Zbrojovka Brno Trade
- Zbrojovka Brno Arms
- Zbrojovka Brno Metal (gegründet 1999, durch Beschluss der Gesellschafter zum 13. Juni 2006 aufgelöst[8])
- Zbrojovka Brno Technologies (nach dem Konkurs von 2002 ersetzt durch Zbrojovka Brno Výroba)

Die Mutterfirma selbst schrumpfte zusammen und beschäftigte 2001/2002 nur ein Dutzend Angestellte. Im März 2003 musste Zbrojovka mit den Tochtergesellschaften nichtsdestoweniger Konkurs anmelden, sie wurde abgewickelt, die Produktion 2006 eingestellt und 2007 wurde das firmeneigene Gelände einschließlich Immobilien und Inventar versteigert.
Parallel dazu wurde am 14. Mai 2004 die Firma Brno Rifles als eine 100-prozentige Tochtergesellschaft der ČZUB gegründet, die schon früher Repetierbüchsen für Jäger herstellte und Interesse an vorhandenen Neukonstruktionen von Zbrojovka hatte. Bereits 2006 ersteigerten ČZUB und Brno Rifles Teile der Produktionsstätten von Zbrojovka Brno und übernahmen die meisten Beschäftigten. Nachdem Mitte 2010 die ČZUB die Markenrechte und das Logo der Zbrojovka Brno für sich sichern konnte, benannte sie am 2. Juli 2010 die Tochtergesellschaft Brno Rifles in Zbrojovka Brno (GmbH) um. Auch wenn beispielsweise die heute erreichbare Webseite „Zbrojovka Brno“ gepflegt wird und sich auf die Tradition bis hin zum Jahr 1918 beruft, sollten diese zwei Unternehmen miteinander nicht vertauscht werden.

## Entwicklung der Produktpalette
Die erste Tätigkeit der neuen Waffenfabrik entsprach keineswegs den Ansprüchen, gemessen an dem Namen des Unternehmens. Es handelte sich um Reparaturen militärischer Werkzeuge, Schmiede- und Metallverarbeitungsarbeiten. Erst ab Frühjahr bzw. Sommer 1919 wurden Gewehre hergestellt. Die neue entstandene Tschechoslowakei baute eine eigene Armee auf und wollte die Waffen selbst herstellen. Während einige Schwerindustriebetriebe wie Škoda Pilsen oder ČKD mit der Herstellung von Kanonen, Panzern und gepanzerten Wagen beauftragt wurden sowie beispielsweise Avia, Aero oder Letov mit der Produktion von Flugzeugen, fiel der Zbrojovka die Aufgabe zu, Infanteriewaffen herzustellen – diese Produktion lief etwa ab Frühjahr 1919 an und die Firma gelangte zu einem guten Weltruf.

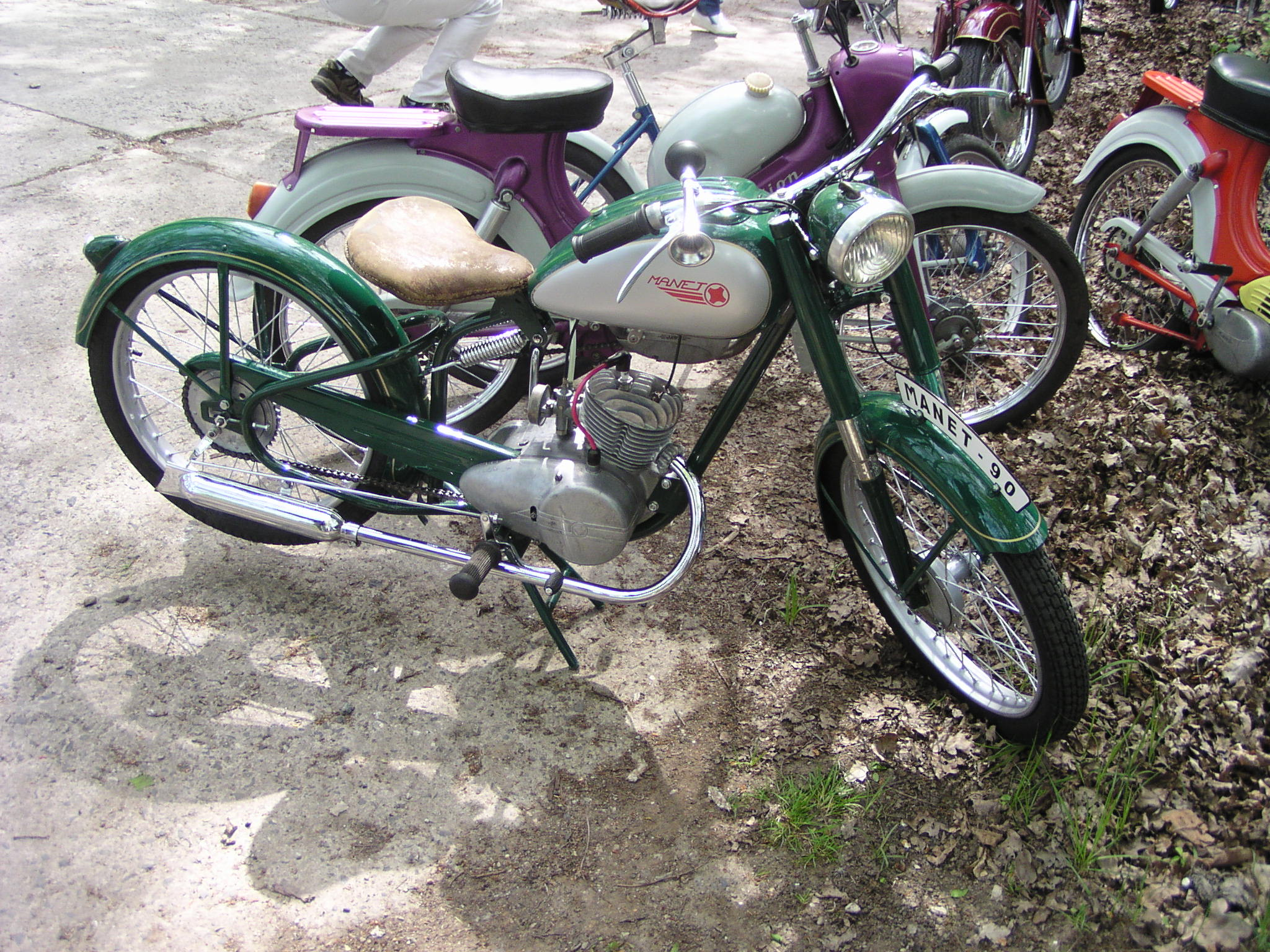
Motorrad Manet-90

In den 1920er- und 1930er-Jahren verwandelte sich das Unternehmen zu einem weltweit operierenden Mischkonzern mit dem Schwerpunkt Feuerwaffen, wo es weltweit zu den Marktführern gehörte, daneben aber auch Werkzeugmaschinen, Druckmaschinen, Industriewaagen, Pressen, Motorräder (so die Prototypen der Marke Manet oder Z 2) und Fahrräder (Marke Z mit einem optionalen Motorantrieb), Automobile, Flugzeugmotoren, Spezialwerkzeuge, elektrotechnische Geräte. Das Unternehmen besaß Produktionsstätten in 70 Ländern der Welt.
Während des Zweiten Weltkrieges fertigte das Unternehmen für die Wehrmacht und Waffen-SS deutsche Gewehre wie den Mauser-Karabiner 98k und das Gewehr 33/40 sowie ehemals tschechische Modelle unter neuen Bezeichnungen; produziert wurde auch ein Maschinengewehr und eine Flugabwehrkanone.
In der Nachkriegszeit musste Zbrojovka Brno in der zentralistisch geleiteten Wirtschaft auf Teile der Produktion, insbesondere die Waffenproduktion, verzichten, es blieben nur Sport- und Jagdwaffen. Die Produktion wurde auf „zivile“ Bereiche umorientiert, darunter Büro- und Kommunikationstechnik, EDV und Rechentechnik, Dieselmotoren für Traktoren, Werkzeugmaschinen und andere. In den 1980er-Jahren arbeiteten im Werk an die 10.000 Beschäftigte.

### Infanterie- und sonstige Waffen

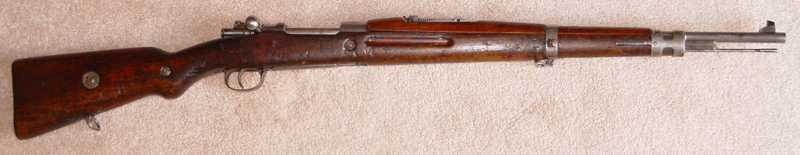
Gewehr vz. 24

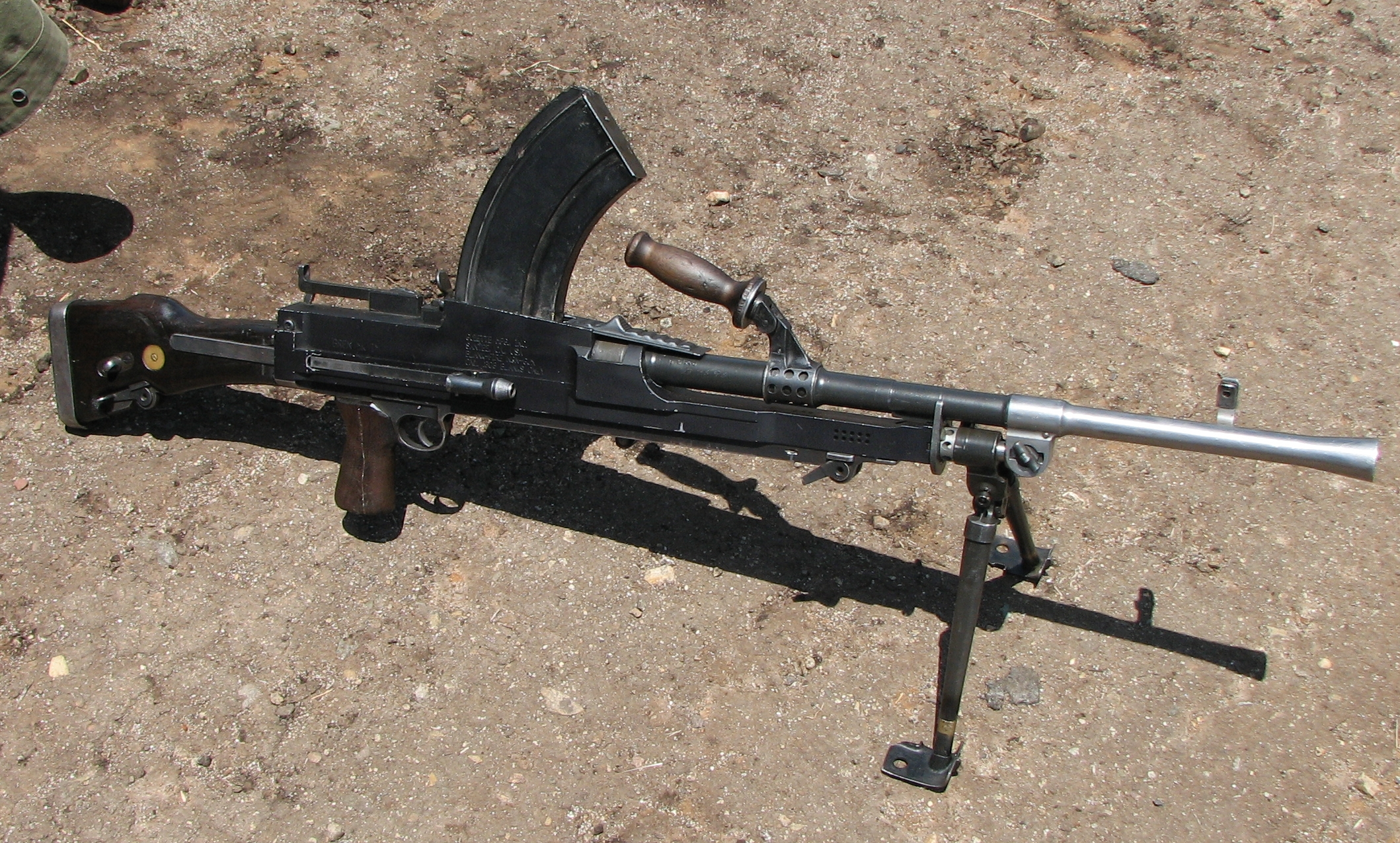
Maschinengewehr Bren

Am Anfang beschäftigte sich die Zbrojovka insbesondere mit Reparaturen von Gewehren und Maschinengewehren, es wurden auch Ersatzteile hergestellt. Es handelte sich um das Gewehr Mannlicher 1895 sowie das Maschinengewehr Schwarzlose aus Restbeständen der österreichischen Armee in größerer Zahl.
Aus dem Schwarzlose-MG wurde das eigene Model vz. 7/24 (bzw. M07/24) entwickelt und in großer Zahl hergestellt. Die Produktion beziehungsweise Weiterentwicklung der Mannlicher-Gewehre wurde zugunsten der Modelle von Mauser weitgehend aufgegeben. Da infolge des Versailler Vertrages die Waffenproduktion in Deutschland stark eingeschränkt wurde, kaufte die Firma (mit einer finanziellen Hilfe des Verteidigungsministeriums in Prag) den kompletten Maschinenpark, die Lizenzen und die Dokumentation der Repetierbüchse Mauser Karabiner 98 in Oberndorf – genauso wie die Lizenz der Pistole Mauser 1914. Diese beiden Waffen wurden unter den Bezeichnungen Gewehr vz. 24 und Pistole vz. 24 hergestellt; der Konstrukteur der Pistole, Ing. Josef Nickl, arbeitete später selber in Brünn. Besonders das Gewehr vz. 24 wurde zu einem Erfolgsprodukt der Zbrojovka Brno: von diesem Modell wurden bis 1938 2 Millionen Stück hergestellt, die tschechoslowakische Armee kaufte etwa 750.000 Stück, der Rest wurde in die ganze Welt exportiert.
In der Zwischenkriegszeit wurden ebenfalls einige Maschinengewehre entwickelt, unter anderem vom Konstrukteur Václav Holek, die später, während des Zweiten Weltkrieges, in einigen Armeen extensiv verwendet wurden. Hier ist vor allem das leichte Maschinengewehr ZB vz. 26 aus dem Jahr 1924 zu nennen, das auf dem Prototyp Praga 1024 basierte und dessen Serienproduktion 1926 begann; es gab verschiedene Varianten, darunter vor allem ZB vz. 27 und ZB vz. 30, die hergestellte Gesamtstückzahl aller Varianten beläuft sich auf etwa 145.000 Stück. Daneben wurde auch das schwere Maschinengewehr ZB vz. 37 entwickelt und hergestellt. Sowohl für das leichte wie auch das schwere Maschinengewehr interessierte sich das britische Militär. Nachdem die Royal Small Arms Factory in den 1930er-Jahren einige Exemplare der Modelle vz. 26 und vz. 30 testete, wurde eine Lizenz auf ein für die britische .303-Patrone aptiertes Modell aus Brünn gekauft, das dann unter der Bezeichnung Bren auch in Kanada und anderen Ländern von 1935 bis 1971 produziert wurde; das Maschinengewehr war bis in die 1990er-Jahre in Gebrauch. Außerdem vereinbarte das britische Militär mit dem tschechischen Hersteller den Lizenzbau des schweren Maschinengewehrs ZB vz. 37, das in der britischen Herstellung durch die Birmingham Small Arms Company die Bezeichnung Besa trug und von 1939 bis 1946 produziert wurde (60.000 Stück). Nach der Besatzung der Tschechoslowakei durch Deutschland wurden in der Zbrojovka Brno Waffen für die Wehrmacht und Waffen-SS produziert, wenngleich unter abgewandelten Bezeichnungen: das Gewehr vz. 24 als Gewehr 24(t), das ZB vz. 26 als MG 26(t) und das ZB vz. 37 als MG 37(t), wobei das „t“ für „tschechisch“ stand.
Daneben wurde in den Werken in Brünn die Flugabwehrkanone Br 303 entwickelt, von der ab 1944 etwa 130 Stück produziert wurden. Daraus wurde nach dem Krieg eine neue Flak entwickelt, die ZK 454, die 1956 unter der Bezeichnung PLDvK vz. 53/59 (NATO-Codierung: M53/59) in die Armee eingeführt wurde – allerdings hergestellt durch die Werke Zbrojovka Vsetín.
Waffenübersicht
| - Gewehr vz. 24 - Pistole vz. 22 (Vorläufer der Pistole vz. 24) - ZB vz. 26 - Pistole vz. 36 - ZB vz. 37 | - Pistole vz. 50 - Maschinengewehr vz. 52 - ZH-29 - Flugabwehrkanone PLDvK vz. 53/59 - Panzerbüchse M.SS41 |

### Personenkraftfahrwagen
Personenkraftfahrwagen wurden ab 1924 produziert, 1936 jedoch wegen mangelnder Wirtschaftlichkeit aus dem Angebot aussortiert. Das erste Modell wurde unter dem Markennamen Disk angeboten. In dieser Zeit wurden folgende Grundmodelle hergestellt:
| Typ     | Bauzeit   | Zylinder | Hubraum cm³ | Leistung PS | Stückzahl |
| ------- | --------- | -------- | ----------- | ----------- | --------- |
| Disk 1) | 1924–1925 | 4 Reihe  | 598         | 10          | 75        |
| Z 18    | 1926–1930 | 2 Reihe  | 1004        | 18          | 2510      |
| Z 9 2)  | 1930–1932 | 2 Reihe  | 933         | 22          | 850       |
| Z 4 3)  | 1933–1936 | 2 Reihe  | 905         | 18          | 2680      |
| Z 5     | 1935–1936 | 4 Reihe  | 1470        | 40          | 357       |
| Z 6 4)  | 1935–1936 | 2 Reihe  | 735         | 19          | 500       |

Anmerkungen:

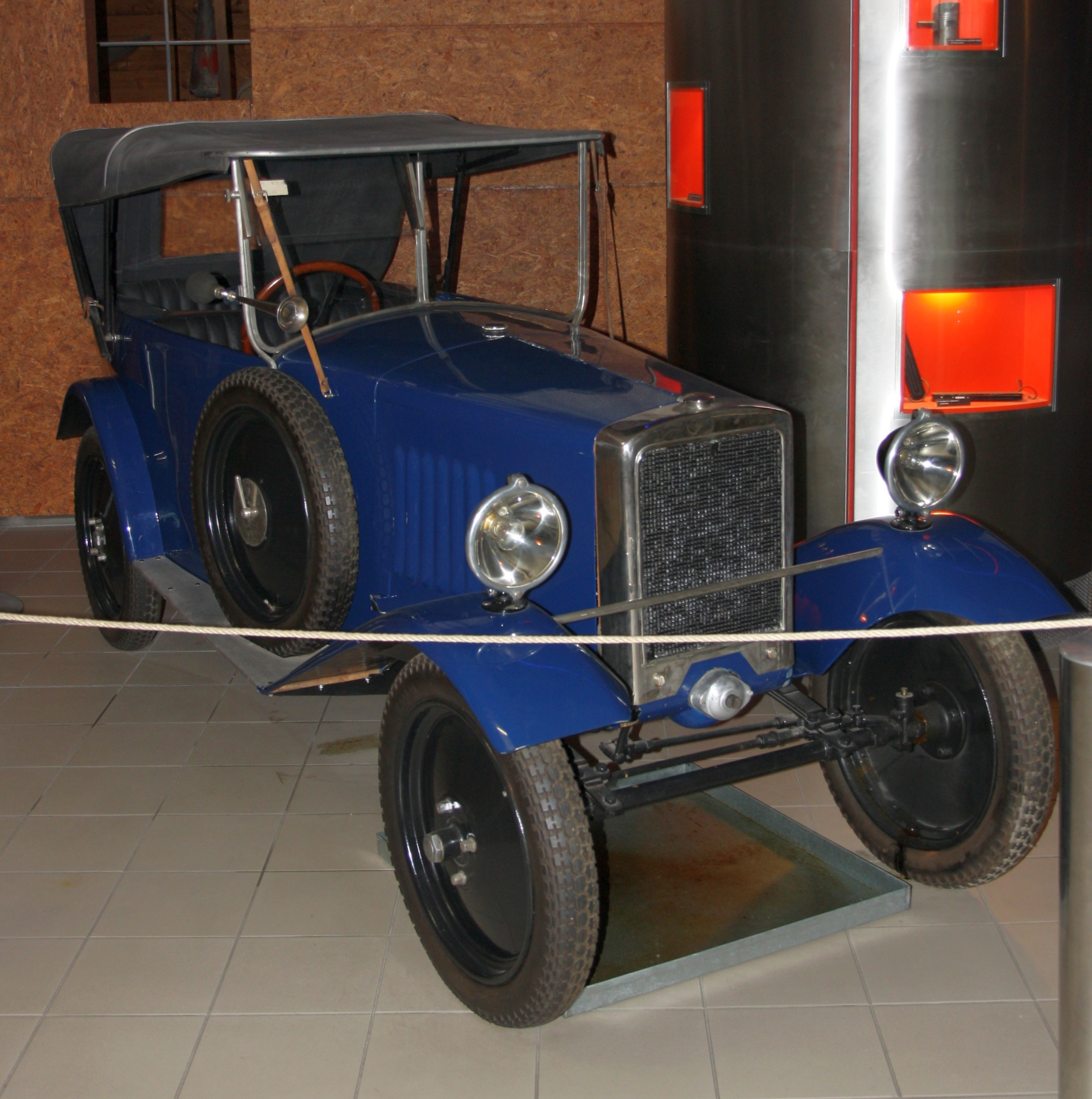
Disk von 1924
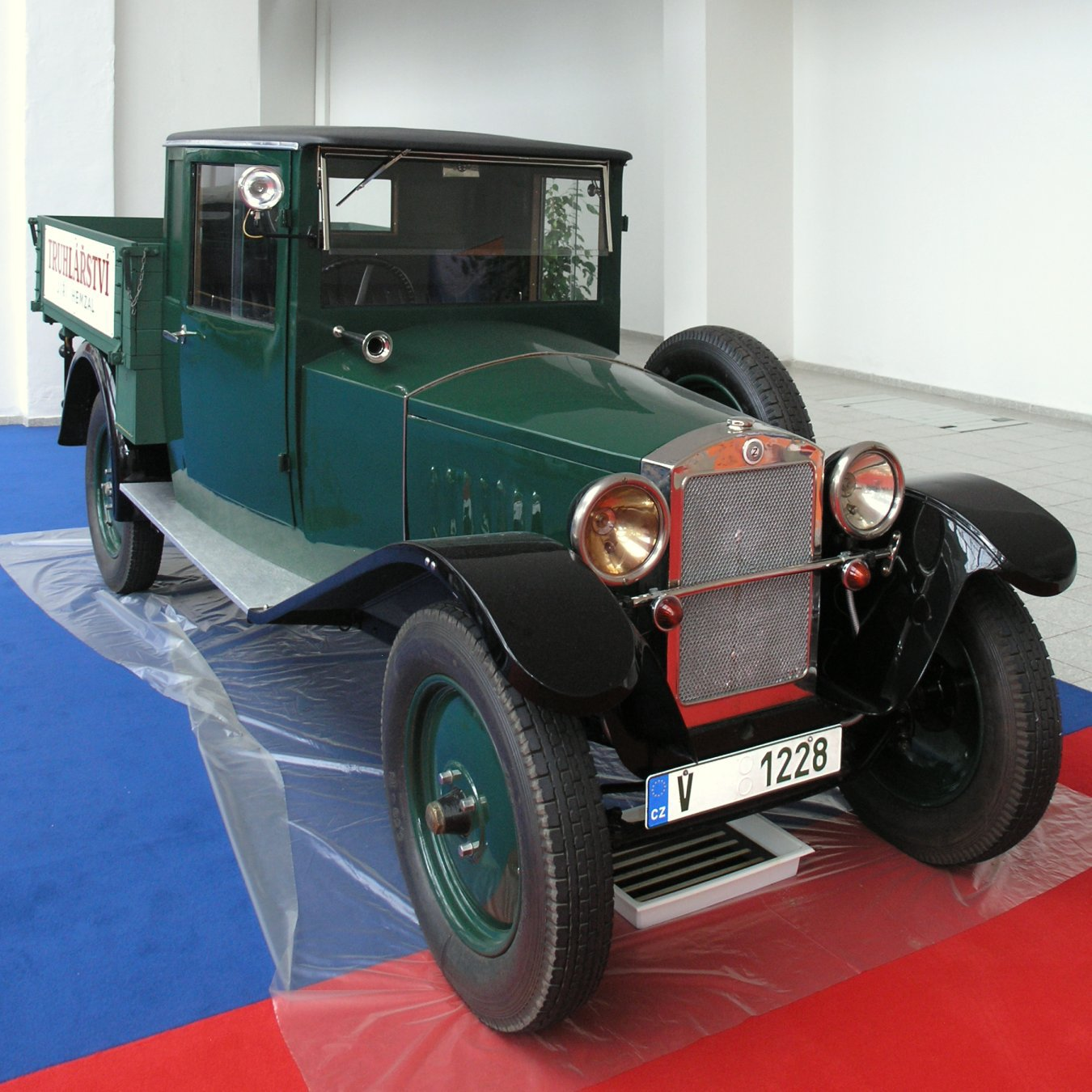
Z 18 von 1930
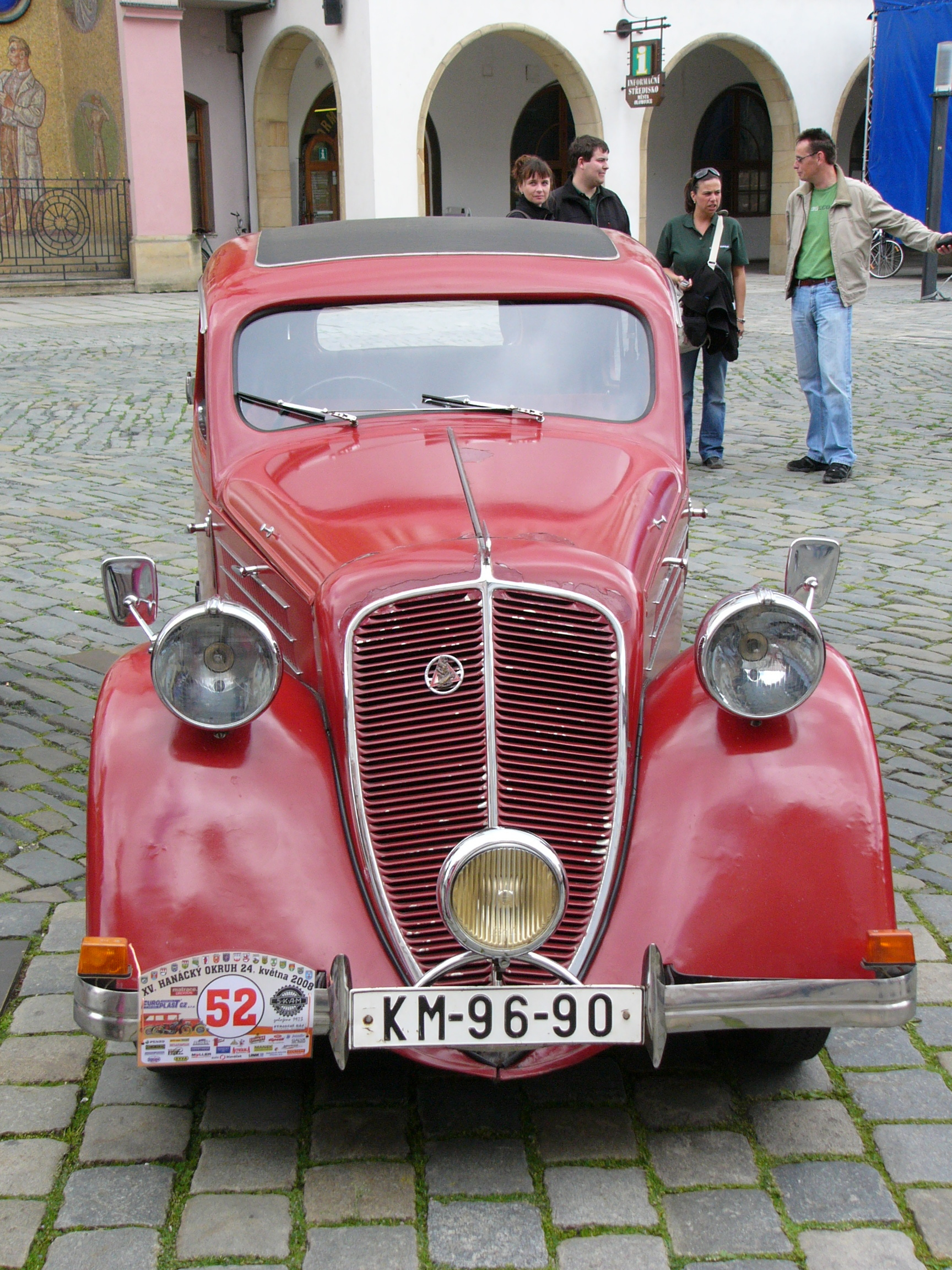
Z 5 von 1936
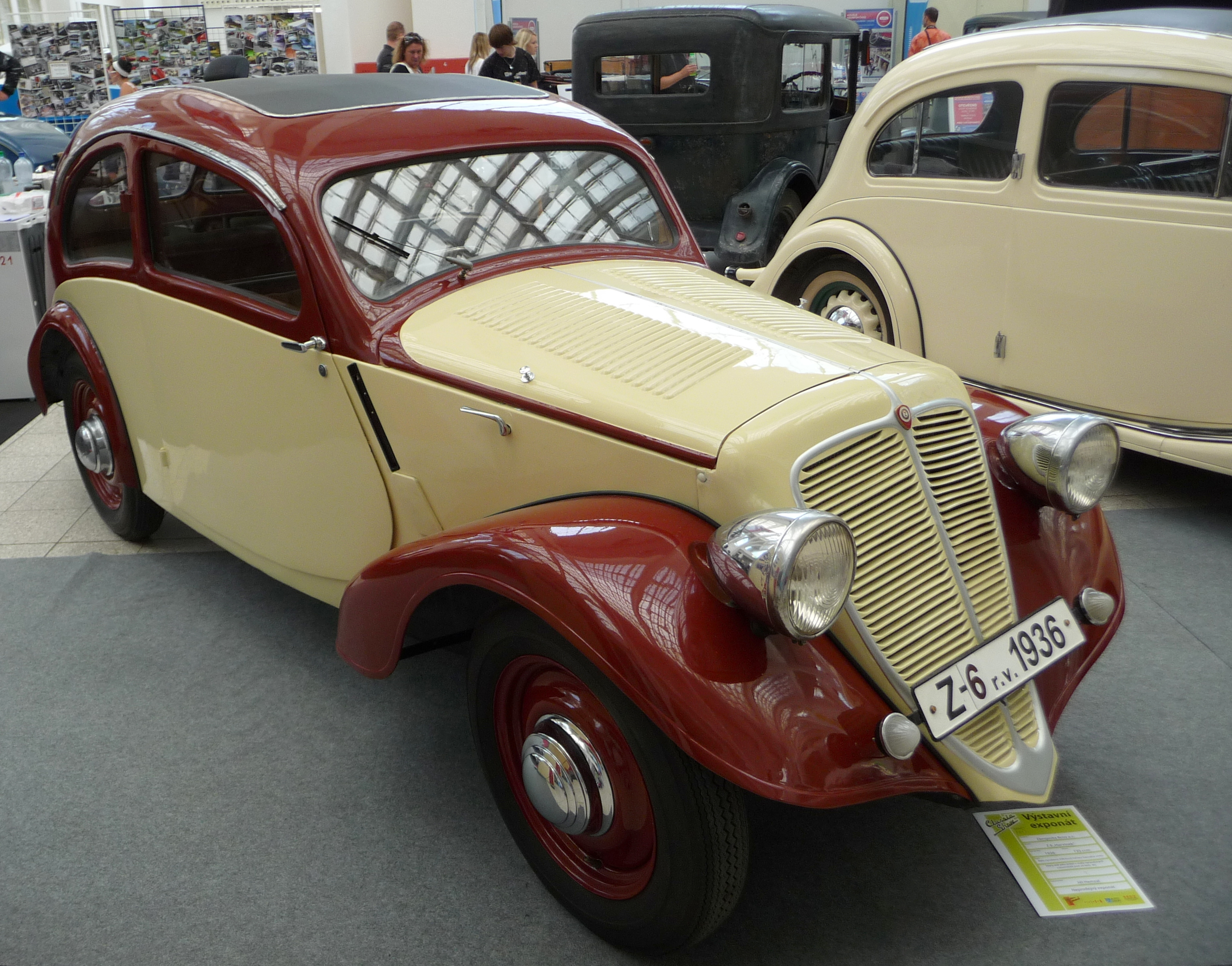
Z 6 „Hurvínek“, 1936

Für Autorennen wurden spezielle Motoren entwickelt. Dazu gehörten ein Sechszylindermotor mit 1083 cm³ Hubraum und ein Achtzylindermotor mit 1444 cm³ Hubraum. Bei den 1000 Meilen der Tschechoslowakei war 1934 Josef Mamula auf Z-4 Klassensieger bis 1000 cm³.

### Traktoren

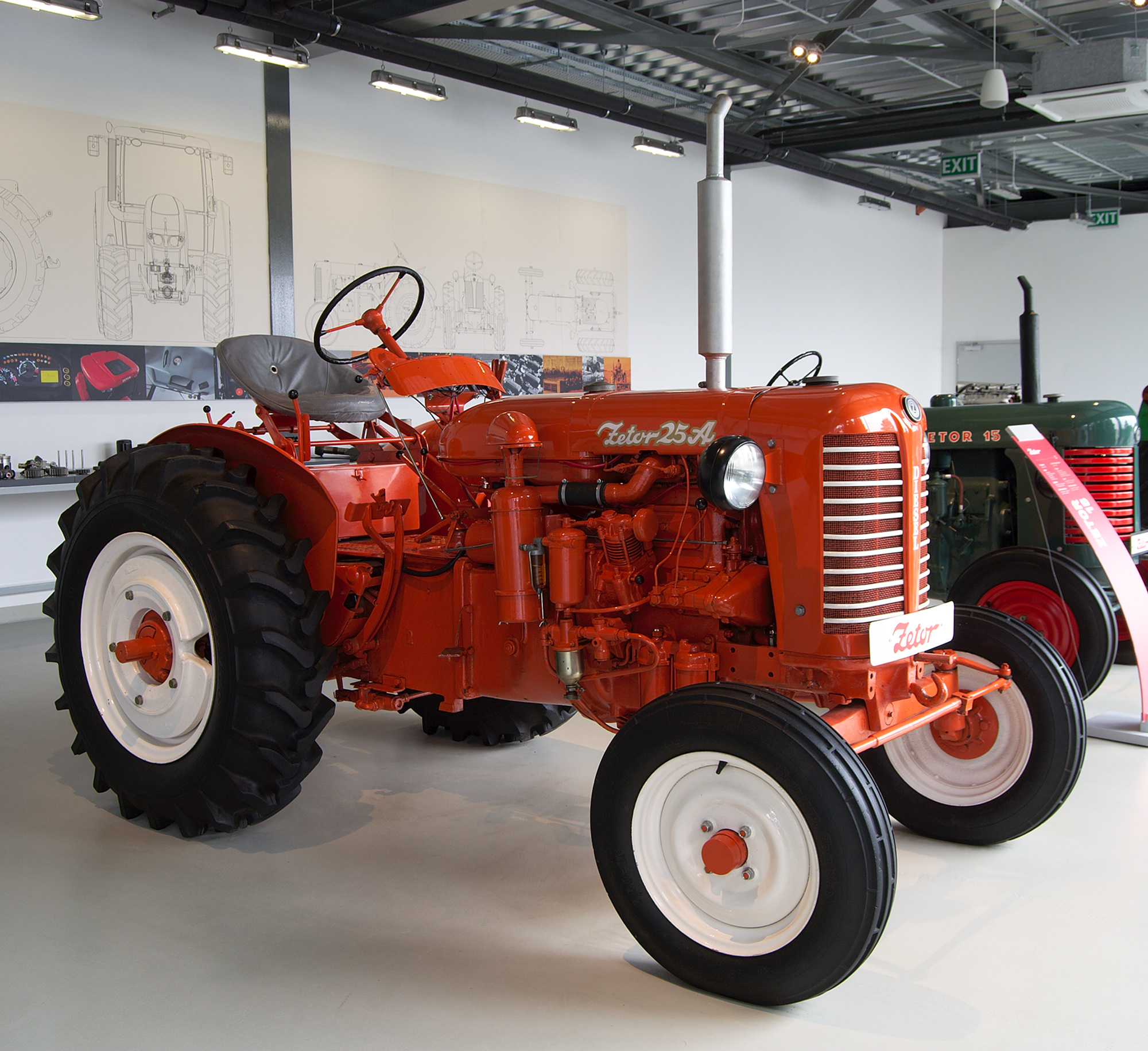
Zetor 25A

Eine besondere Rolle in der Nachkriegsproduktion der Werke in Brünn spielte die Traktorenbaureihe Zetor. Die ersten Zetor 25 liefen 1945 vom Band. 1946 wurde die Traktorenherstellung an die neugegründete Firma Zetor (ebenfalls in Brünn) ausgegliedert, die bis 1990 eine Tochtergesellschaft der Zbrojovka Brno blieb. Es folgten die Modelle Zetor 15, Zetor 35, Zetor 50 und weitere Reihen. Die größte Bekanntheit erlangte jedoch der Zetor 25, der ununterbrochen bis 1961 in einer Gesamtzahl von 158.000 Stück hergestellt wurde.